# Umusambi Village

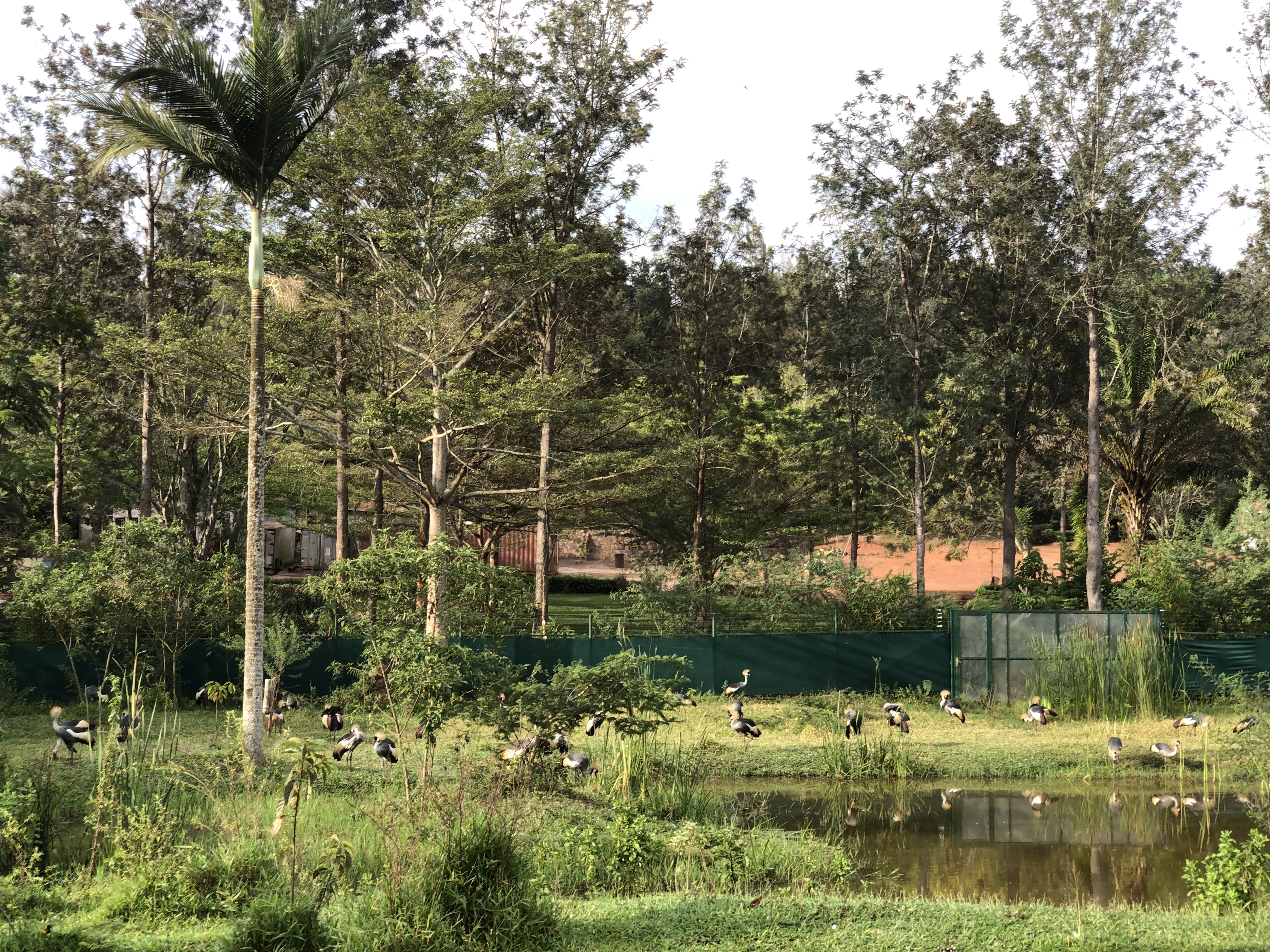
Über 50 Südafrika-Kronenkraniche leben im Umusambi Village

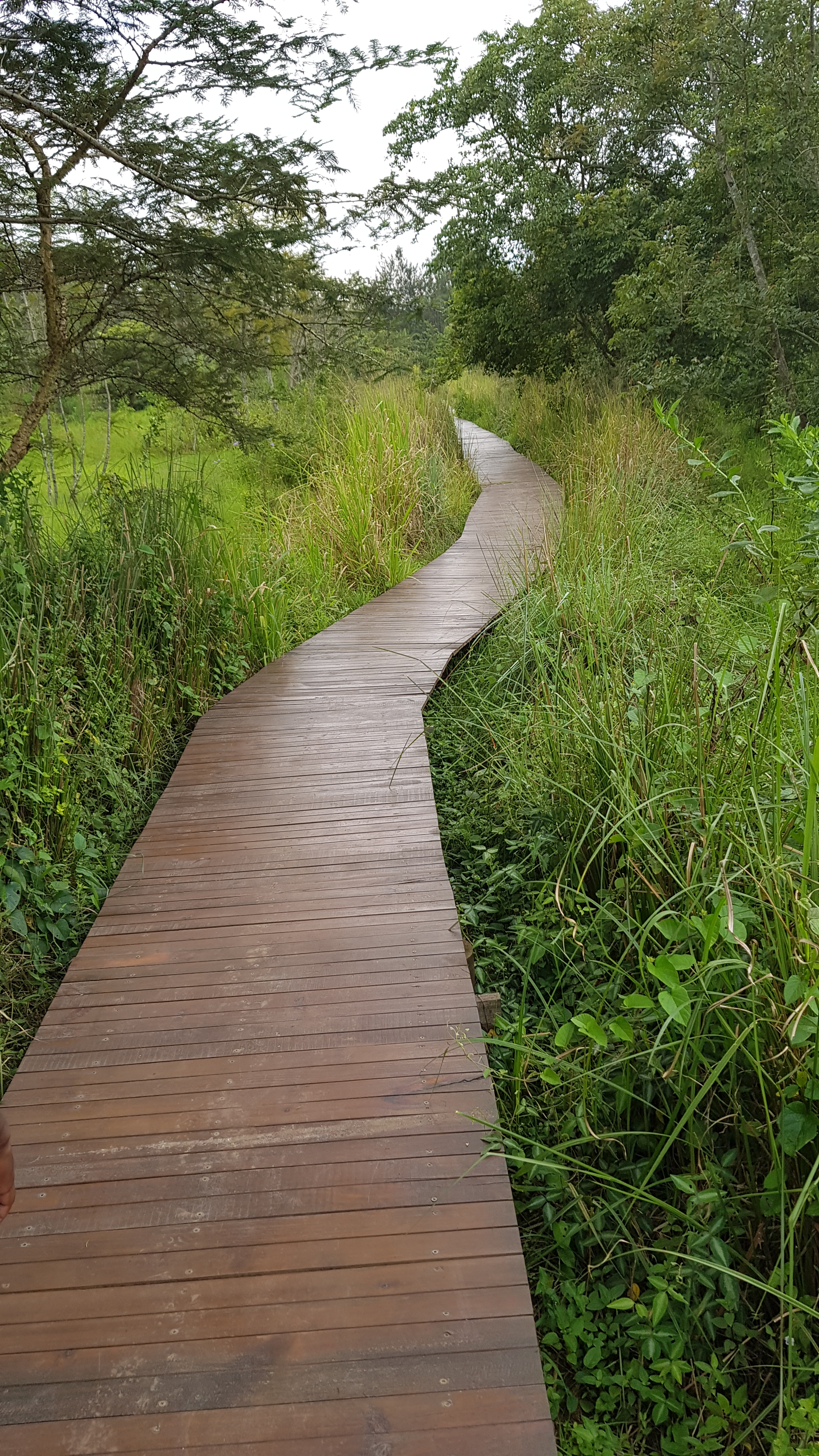
Holzsteg für Besucher des renaturierten Feuchtgebiets

Das Umusambi Village ist ein renaturiertes Feuchtgebiet an der Grenze der Distrikte Kicukiro  und Gasabo der ruandischen Hauptstadt Kigali, das aus dem illegalen Tierhandel befreiten Südafrika-Kronenkranichen (Balearica regulorum) als Schutzgebiet dient.

## Feuchtgebiet
Das Feuchtgebiet liegt rund 19 Kilometer östlich des Stadtzentrums von Kigali und umfasst eine Fläche von 21 Hektar. Umusambi bedeutet auf Kinyarwanda „Kranich“ und Umusambi Village somit „Kranich-Dorf“. Das von der Rwanda Wildlife Conservation Association (RWCA) zum Schutz des stark gefährdeten Südafrika-Kronenkranichs renaturierte Gebiet war das erste Wild- und Naturschutzgebiet der Stadt.
Inzwischen ist es jedoch eines von mehreren im Stadtgebiet renaturierten Feuchtgebieten. Das daneben bekannteste ist der Nyandungu Urban Wetland Eco-Tourism Park, das wie andere im Rahmen des 2021 von der Regierung beschlossenen Kigali Urban Wetland Master Plan geschaffen wurde. Der Plan sieht vor, 15,76 km² bzw. rund 20 Prozent des Stadtgebiets renaturierten Feuchtgebieten vorzubehalten. Durch ihre Wiederherstellung sollen unter anderem die Luftverschmutzung in der Stadt sowie das Risiko von Überschwemmungen und Erdrutschen in dem für Ruanda typischen hügeligen bis bergigen Terrain gesenkt werden. Dieses ist durch die als Folge der globalen Erwärmung stärkeren Regenfälle in Ruanda gestiegen. So kamen beispielsweise im Mai 2023 über 100 Menschen in Ruanda durch Erdrutsche und Überschwemmungen ums Leben. Die renaturierten Feuchtgebiete sollen zudem den Ökotourismus fördern.

## Fauna
2015 gründete der Tierarzt Olivier Nsengimana für den Schutz des Südafrika-Kronenkranichs  (Balearica regulorum) die Rwanda Wildlife Conservation Association. Die Vögel stehen in Ruanda für Wohlstand und Langlebigkeit und wurden gerne in Hotel- und Privatgärten als Statussymbol gehalten. Ihr Wildbestand nahm von etwa 2500 Tieren in den 1980er Jahren bis auf unter 500 im Jahr 2015 ab. Nach einer Medienkampagne der RWCA in Zusammenarbeit mit der ruandischen Regierung, die über die Bestandssituation aufklärte und den Haltern Amnestie versprach, konnten mindestens 242 der Vögel aus den Privathaltungen befreit und teilweise wieder im Akagera-Nationalpark ausgewildert werden. Einigen Kranichen wurden von ihren Haltern jedoch auch die Flügel gebrochen oder das Gefieder geschnitten, um sie am Wegfliegen zu hindern. Über 50 nicht auswilderbaren Tieren dient Umusambi Village als neuer Lebensraum.
Neben dem Südafrika-Kronenkranich kommen im Feuchtgebiet mindestens 137 weitere Vogelarten vor. Zu diesen zählen der Scharlachwürger (Laniarius erythrogaster), das Rotbrust-Glanzköpfchen (Chalcomitra senegalensis), der Sumpfschnäpper (Muscicapa aquatica), der Stummelweber (Euplectes axillaris), der Weißstirnweber (Amblyospiza albifrons), der Braunflügel-Mausvogel (Colius striatus), der Haubenzwergfischer (Alcedo cristata), der Senegalliest (Halcyon senegalensis) und der Palmgeier (Gypohierax angolensis).

Vögel und Insekten im Umusambi Village
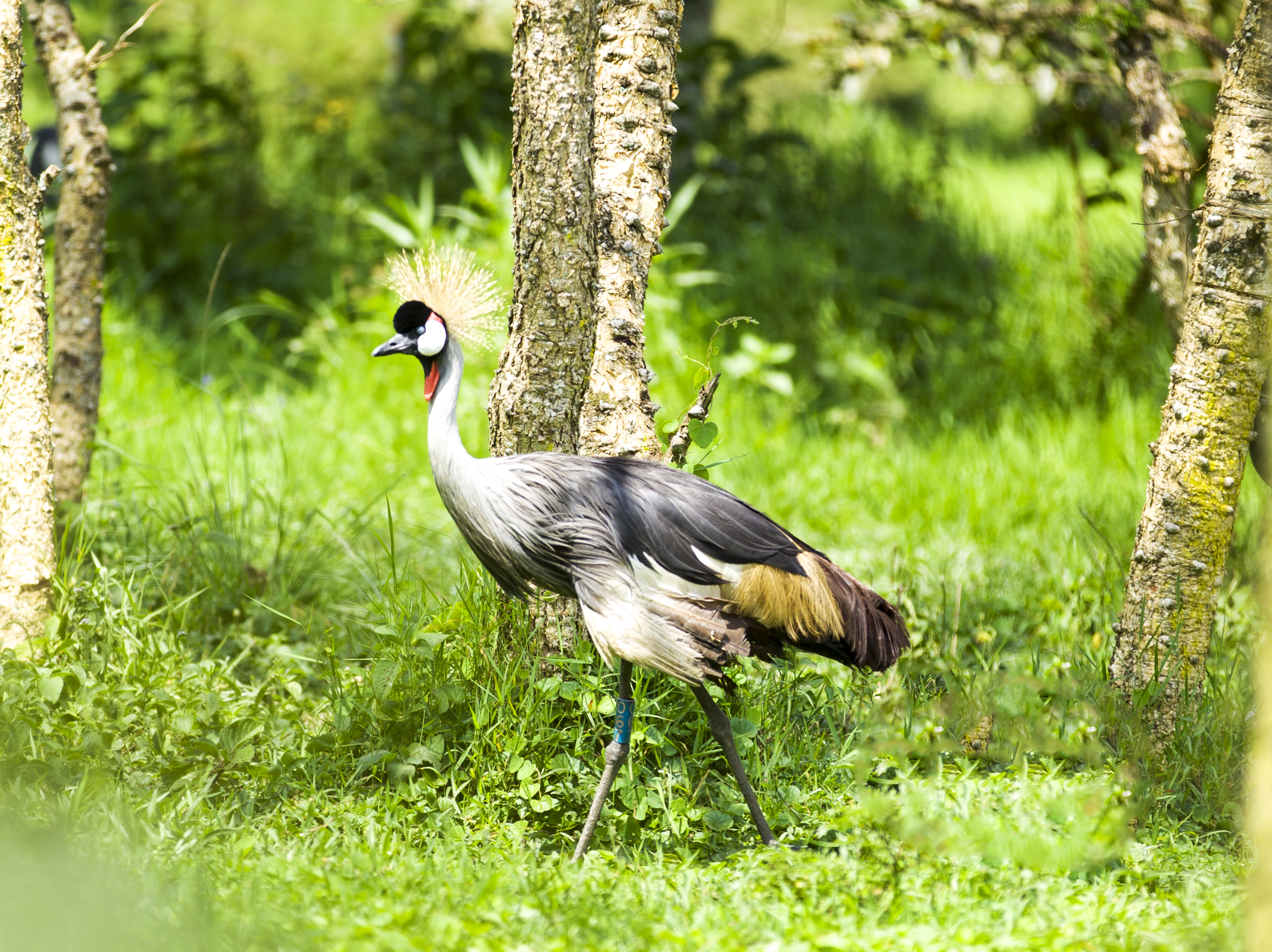
Südafrika-Kronenkranich (Balearica regulorum)
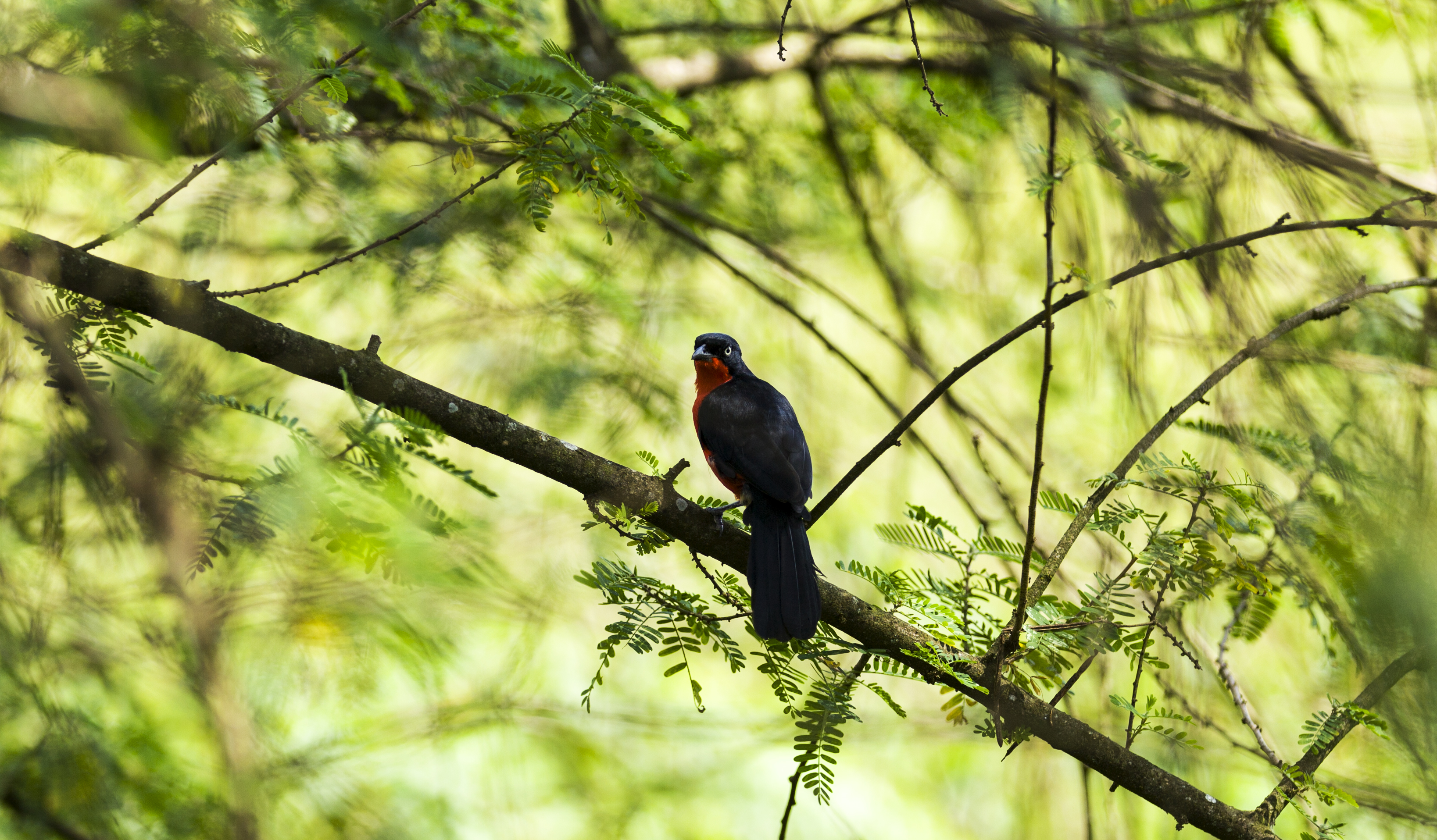
Scharlachwürger (Laniarius erythrogaster) Duett, Tonaufnahme aus Keniaⓘ/?
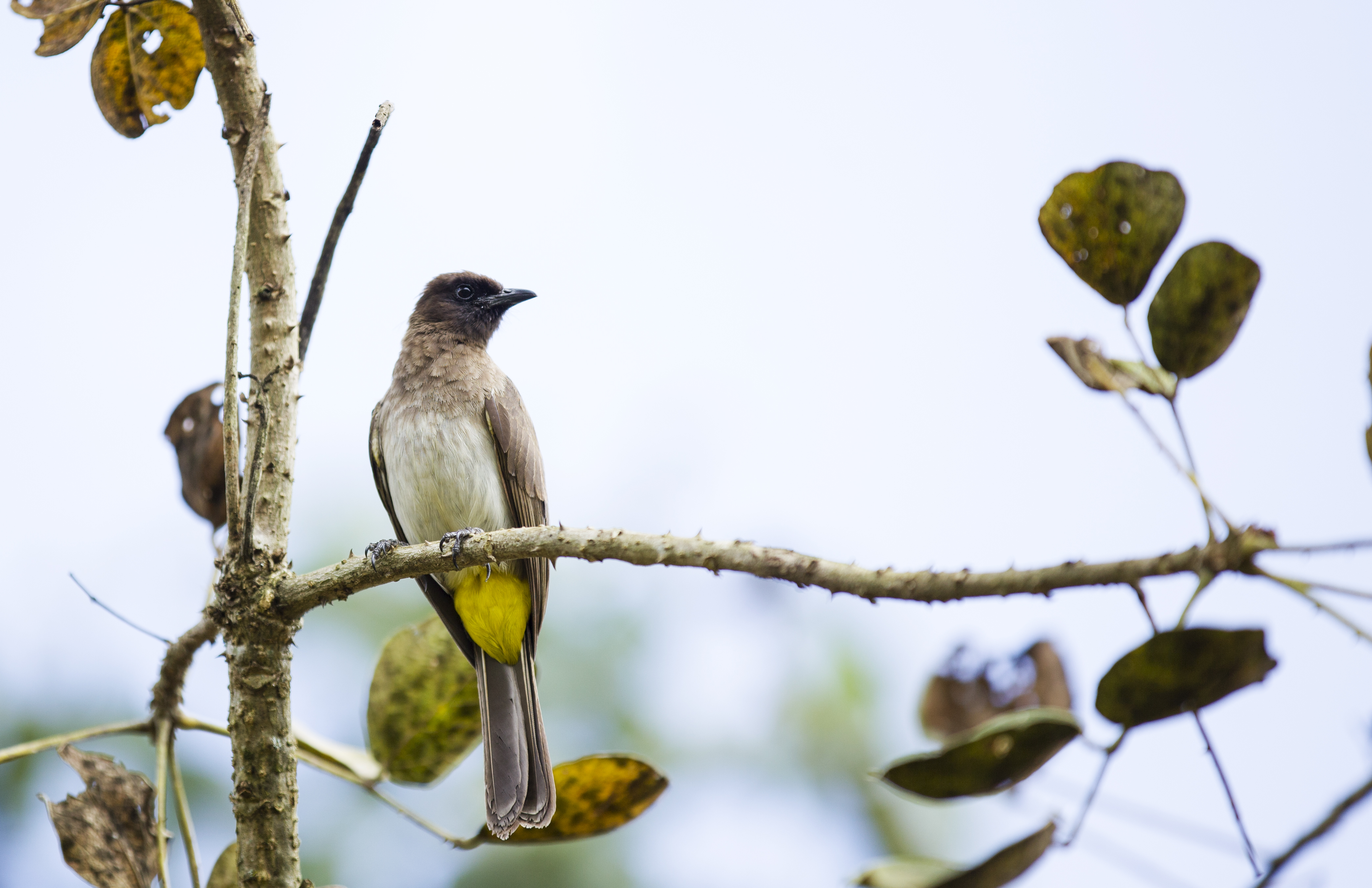
Rußkopfbülbül (Pycnonotus tricolor)
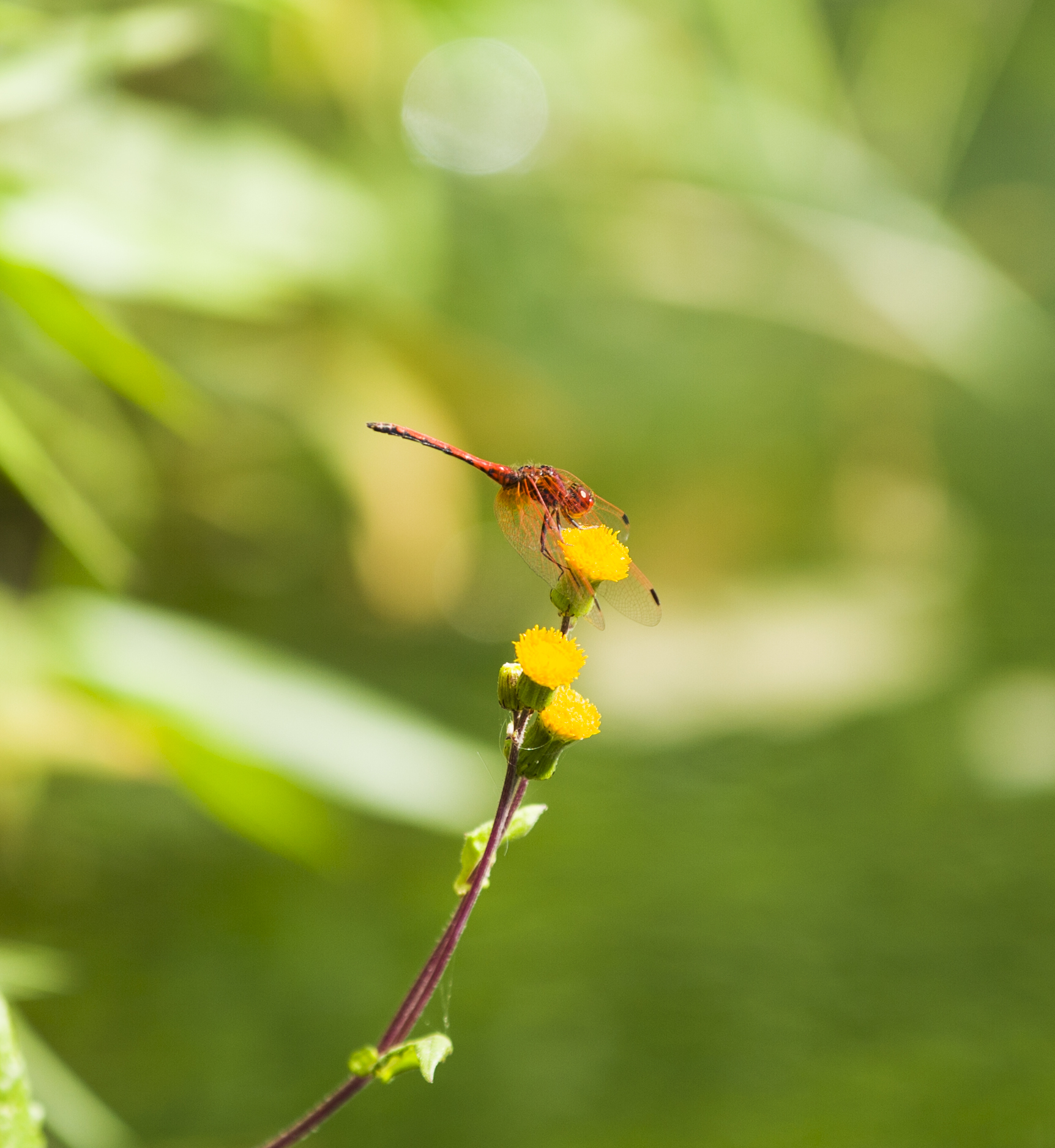
Nicht identifizierte Libellenart